# Yavanrud
Yavanrud (en persa: جوانرود) es una ciudad cuyos habitantes son descendientes de los Jaf. Está situada en la provincia de Kermanshah, en Irán. Su nombre en persa significa «río joven» o «río de los jóvenes».
Consiste en dos distritos: central y Yavanrud, y seis municipios.
- Datos: Q1992741
- Multimedia: Javanrud / Q1992741